# Подлесе (гміна Пешхниця)
Подлесе (пол. Podlesie) — село в Польщі, у гміні Пежхниця Келецького повіту Свентокшиського воєводства.
Населення — 311 осіб (2011).
У 1975-1998 роках село належало до Келецького воєводства.

## Демографія
Демографічна структура на день 31 березня 2011 року:
|          | Загалом | Допрацездатний вік | Працездатний вік | Постпрацездатний вік |
| -------- | ------- | ------------------ | ---------------- | -------------------- |
| Чоловіки | 169     | 26                 | 122              | 21                   |
| Жінки    | 142     | 28                 | 75               | 39                   |
| Разом    | 311     | 54                 | 197              | 60                   |